# Minisubmarin

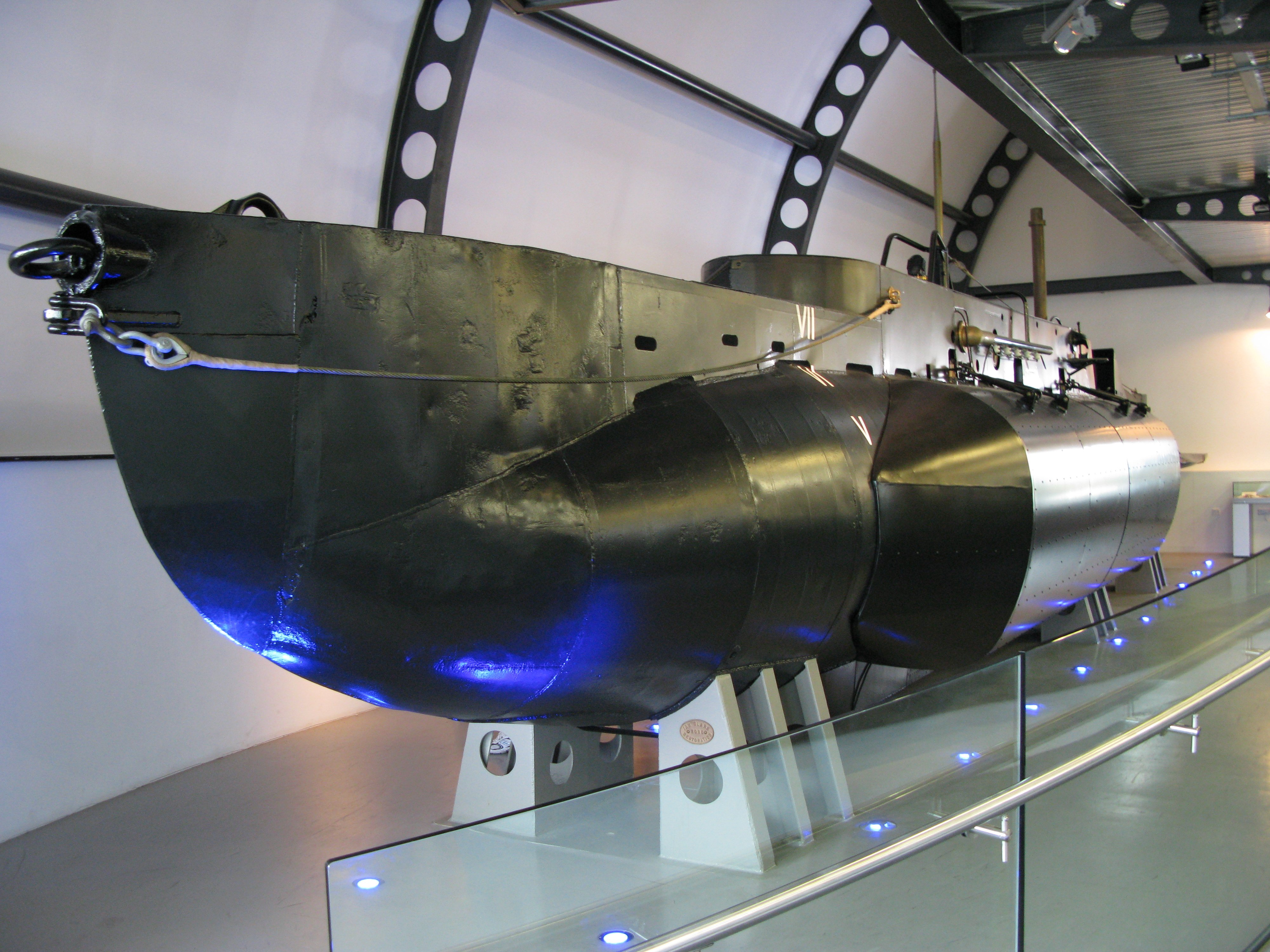
Submarinul de buzunar X-24

Minisubmarinul denumit și submarin de buzunar sau submarin pitic, este un submarin de maxim 50-150 t cu 2 sau 6-8 oameni la bord. Au fost construite atât modele militare cât și modele civile și pot fi transportate la bordul unor nave sau alte submarine până la locul de acțiune. 

## Submarine civile
Submarinele de buzunar civile sunt incluse în categoria submersibilelor.

## Submarine militare
Submarinele pitic militare sunt de obicei înarmate cu torpile și mine, dar pot transporta și încărcături explozive. Sunt pilotate de către scafandri militari echipați cu aparate de respirat în circuit închis cu oxigen pentru a plasa încărcături explozive sub navele de război și comerciale inamice. 

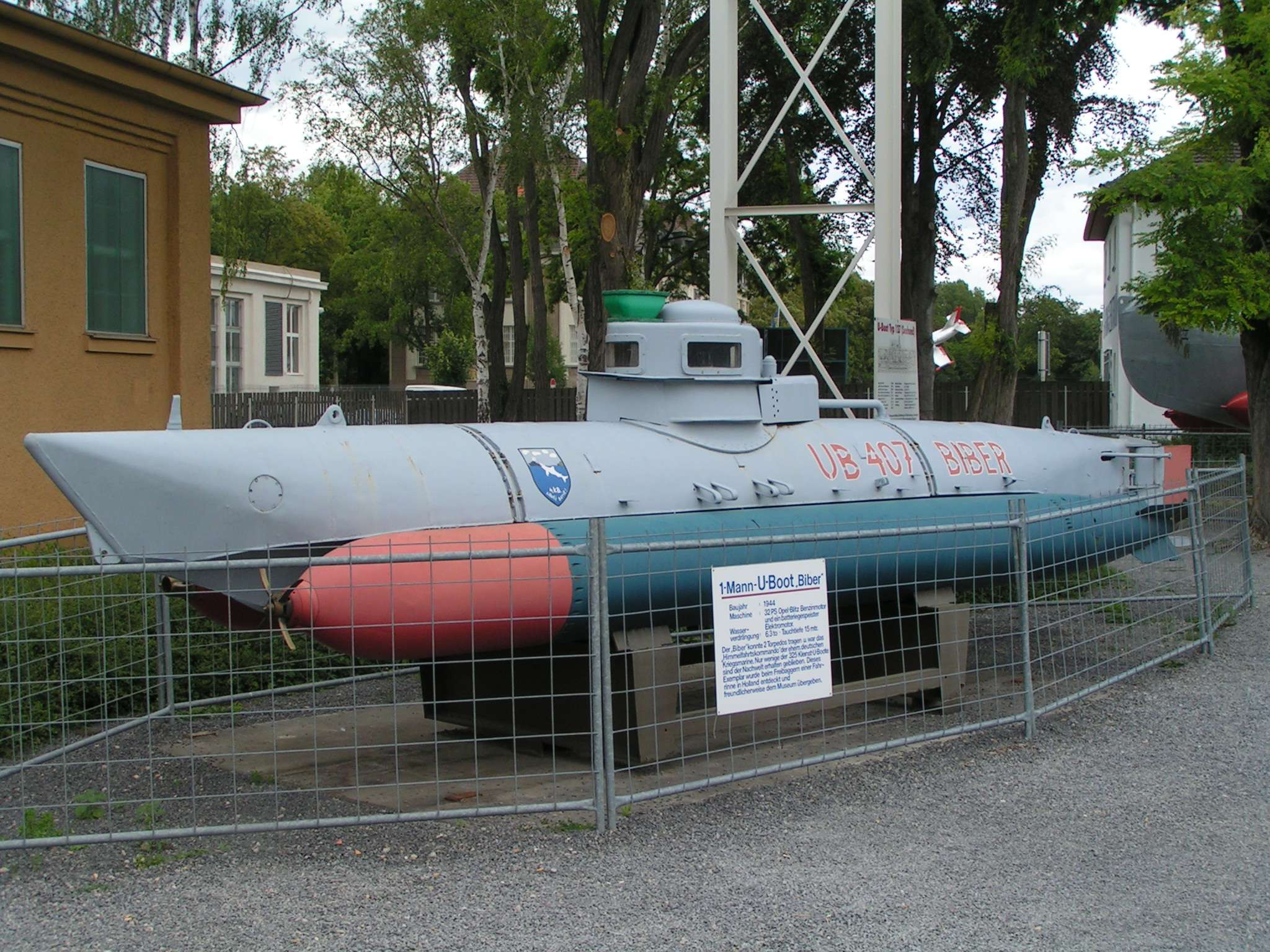
Submarin german Biber

În timpul celui de-al doilea război mondial, submarinele pitic au fost folosite de către armatele aliate, Japonia și Germania.
Marina italiană a folosit extensiv submarine de buzunar numite și torpile umane (maiale). 
Britanicii folosesc aceeași tehnică pentru a scufunda nava Tirpitz. În perioada 1941-1945 au fost construite 20 de submarine de buzunar clasa X și XE, șase fiind folosite pentru scufundarea cuirasatului Tirpitz. Acestea purtau un număr de patru oameni și încărcătura explozivă. În 1944 minisubmarinul X-24 a pătruns în portul german Bergen pentru a scufunda docul plutitor pe care se efectuau reparațiile submarinelor germane avariate (U-boot). Submarinul XE-3 a reușit scufundarea crucișătorului japonez Takao de 10 000 t  în iulie 1945 prin amplasarea unei încărcături de 2 t sub coca crucișătorului și a altor șase încărcături magnetice puse pe bordaj.
În timpul atacului de la Pearl Harbor din decembrie 1941, japonezii au trimis cinci submarine de buzunar Ko-hyoteki, fiecare având doi oameni și două torpile de 450 mm.
În timpul operațiunii Ironclad (29 mai 1942), submarinele japoneze I-20 și I-16 au lansat două submarine de buzunar, unul reușind să intre în portul Diego Suarez și a tras două torpile ce au dus la avarierea cuirasatului britanic Ramillies, în timp ce a doua a scufundat petrolierul britanic  Loyalty.
Germania a avut în acțiune două flotile de submarine de buzunar care au reușit să scufunde câteva zeci de nave cu un tonaj total de peste 200 000 tone. Au fost construite mai multe tipuri dintre care clasele Biber și Seehund au fost cele mai utilizate. „Biberii” erau destinate acțiunilor de diversiune în bazinele portuare inamice, iar Seehund aveau dimensiuni ceva mai mari și posibilitatea tractării a două torpile ce erau lansate asupra țintelor navale.
Marina română a avut cinci submarine pitic clasa CB. Dintre acestea numai două au devenit operaționale și au efectuat misiuni de recunoaștere. Au fost luate după aceea și folosite de Uniunea Sovietică până în 1945 când au fost demontate pentru piese.